# 埃斯比约站
埃斯比约站（丹麦语：Esbjerg Station，丹麦语又称：Esbjerg Banegård）是丹麦日德兰半岛西南部城市埃斯比约市的主要火车站，由丹麦国家铁路和爱瑞发两间铁路公司共同使用。埃斯比约站同时是西日德兰半岛纵贯铁路、伦讷斯考—埃斯比约铁路两条铁路的终点站。乘客可在埃斯比约站乘坐到达包括哥本哈根、奥胡斯、里伯在内的多个目的地的列车。
埃斯比约站第一代站房位于埃克斯纳街（Exnersgade），1874年10月启用。19世纪90年代曾进行扩建。位于铁路街（Jernbanegade）一侧的现站房启用于1904年，由海因里克·文克主持设计。

## 现车站主楼建筑设计
现在的埃斯比约站主楼采用红砖外墙，中间部分为坡屋顶，高三层。正门两侧对称设有两座塔楼，类似的布局在当时十分流行。建筑风格采用折衷主义建筑风格。设计时参考了当时的主流建筑设计理念。
总设计师海因里克·文克在1894年至1921年间曾任丹麦国家铁路首席建筑师，这一期间曾主持设计丹麦国家铁路所属的许多建筑。海因里克·文克的建筑艺术作品深受包括民族浪漫建筑风格、文艺复兴建筑风格在内的多种建筑风格的影响。后来竣工的哥本哈根火车总站的设计也出自海因里克·文克之手。

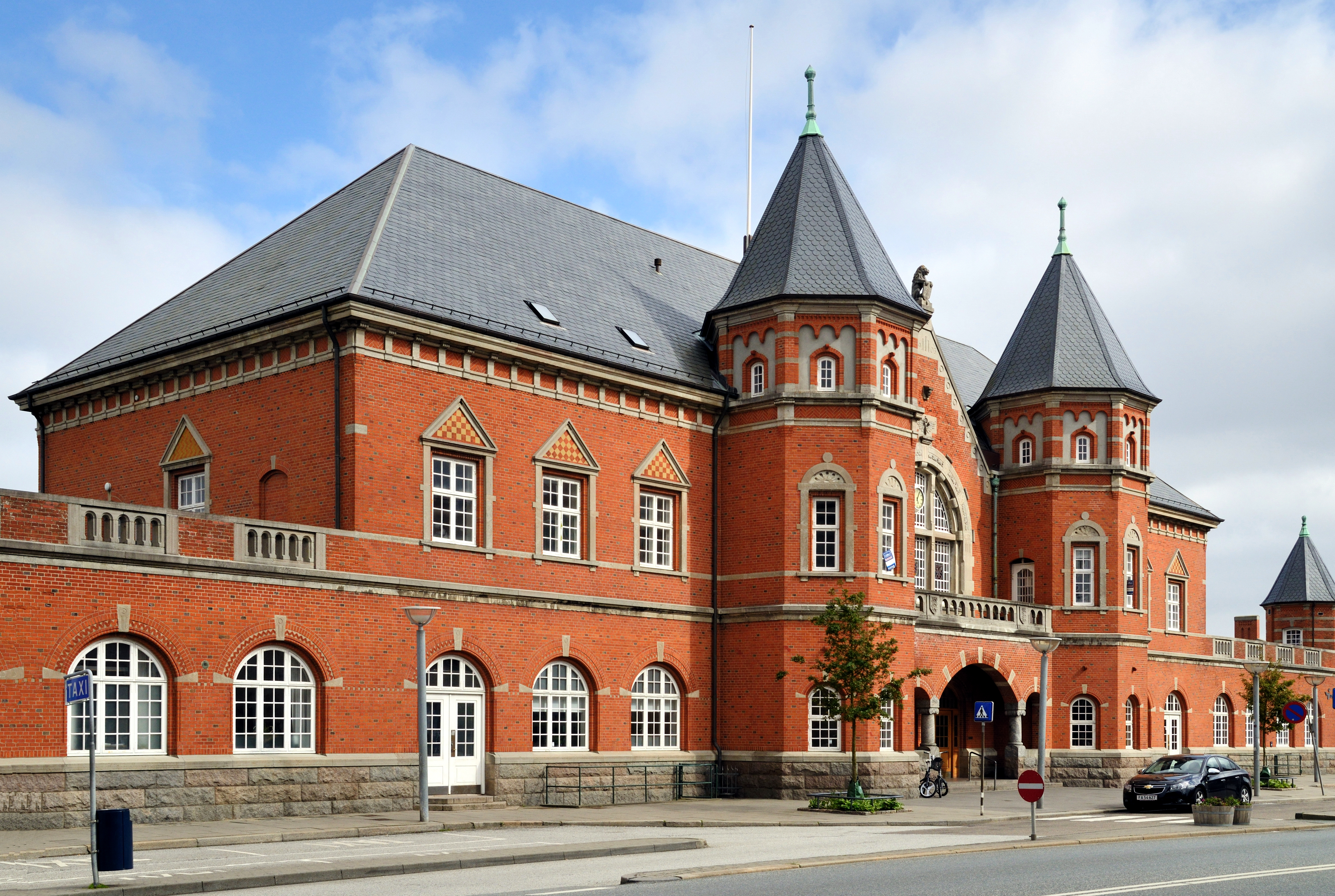
埃斯比约站主楼
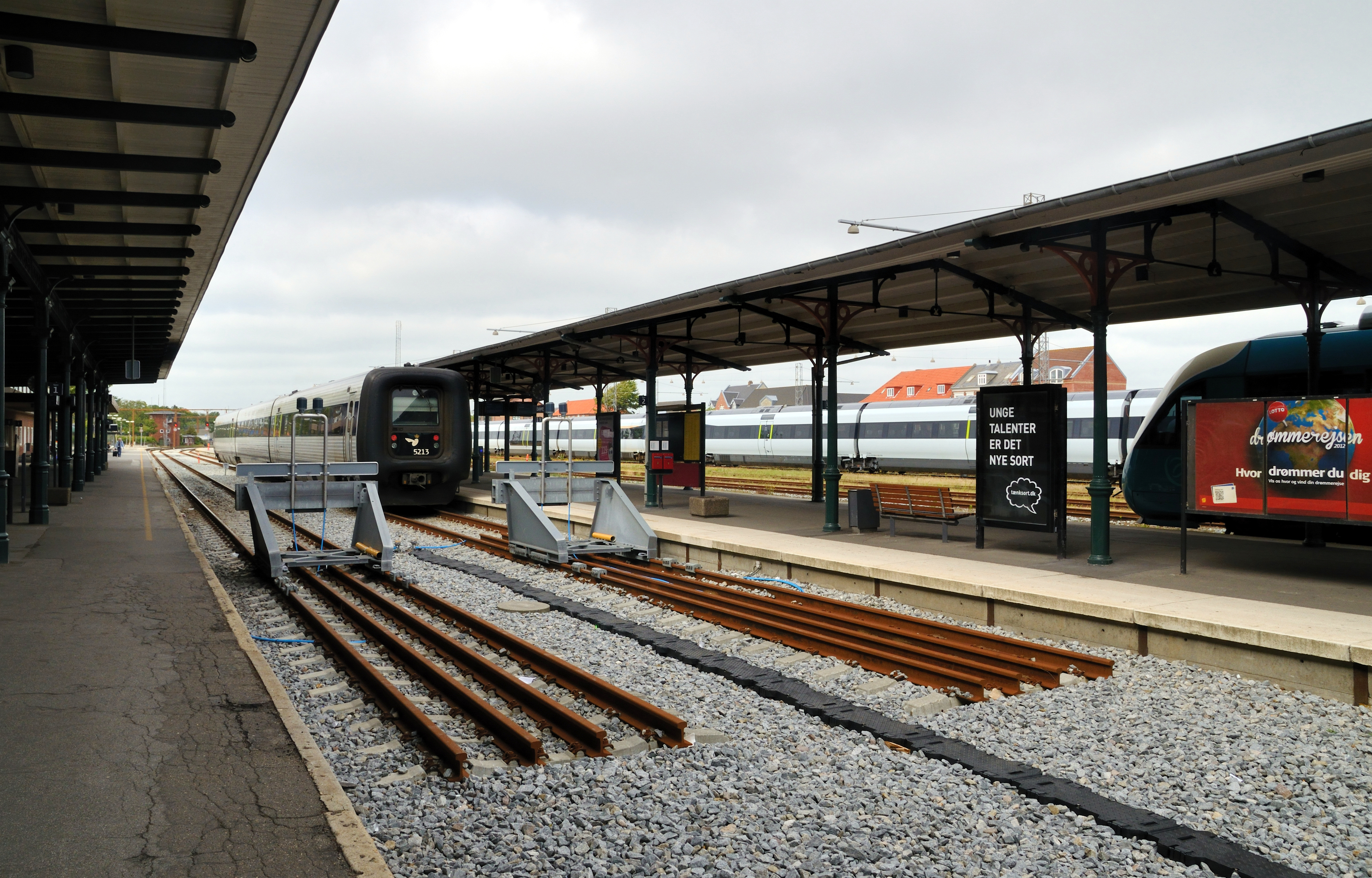
站台

## 外部連結
- 丹麦国家铁路官网首页（页面存档备份，存于）（丹麦语）
- 爱瑞发（丹麦）官网 （页面存档备份，存于）（丹麦语）
- 丹麦国家铁路官网对埃斯比约站的介绍 （页面存档备份，存于）（丹麦语）